# Кљенов
Кљенов (слч. Klenov) насељено је мјесто са административним статусом сеоске општине (слч. obec) у округу Прешов, у Прешовском крају, Словачка Република.

## Становништво
| Година:    | 1994. | 2004. | 2014.    | 2024. |
| ---------- | ----- | ----- | -------- | ----- |
| Број људи: | 250   | 205   | 231      | 231   |
| Разлика:   |       | -18 % | +12,68 % | +0 %  |

| Година:    | 2023. | 2024.   |
| ---------- | ----- | ------- |
| Број људи: | 226   | 231     |
| Разлика:   |       | +2,21 % |

Према подацима о броју становника из 2024. године насеље је имало 231 становника.